# درست مانند یک زن (فیلم ۱۹۹۲)
«درست مانند یک زن» (انگلیسی: Just like a Woman) یک فیلم بریتانیایی در سبک کمدی و درام است که در سال ۱۹۹۲ منتشر شد. از بازیگران آن می‌توان به جولی والترز، ادریان کیوان پاسدار و پل فریمن اشاره کرد.